# .ly
.ly е интернет домейн от първо ниво за Либия. Представен е през 1988. Поддържа се и се администрира от LYNIC.